# Рекс Лин
Рекс Мејнард Лин (енгл. Rex Maynard Linn; рођен 13. новембра 1956, Спирман, Тексас), амерички је позоришни, филмски и ТВ глумац и продуцент. Најпознатији је по улози детектива Френка Трипа у Истражитељи из Мајамија. Углавном је познат по споредним улогама.
Глумио је у филмовима као што су Алпиниста (1993), Вајат Ерп (1994), Непосредна опасност (1994), Зона пада (1994), Дуг пољубац за лаку ноћ (1996), Гласник будућности (1997), Гас до даске (1998), После сумрака (2004), Ђангова освета (2012), Ко преживи, причаће (2014), између осталих.